# Jakob Altaras
Jakob Altaras (* 12. Oktober 1918 in Split, Österreich-Ungarn; † 6. Dezember 2001 in Gießen) war ein jugoslawisch-deutscher Radiologe.

## Leben
Jakob Altaras war der jüngste von sechs Brüdern. Nach der Matura studierte er Medizin an der Universität Bari, wo er 1944 sein Staatsexamen ablegte. Nach dem Zweiten Weltkrieg wiederholte er 1946 das medizinische Staatsexamen an der Universität Zagreb. Altaras arbeitete als wissenschaftlicher Assistent für Radiologie sowie im Militärhospital in Zagreb. Dort wurde er der Leiter des Zentrums für Radiologie und Nuklearmedizin. 1958 habilitierte sich Altaras und wurde Privatdozent an der medizinischen Fakultät der Universität Zagreb. 1958 heiratete er die Architektin Thea Fuhrmann. Aus der Ehe ging die Schauspielerin und Regisseurin Adriana Altaras hervor, die sich in ihren Büchern auf ihre Familiengeschichte(n) bezieht. Ab 1960 betrieb er zusätzlich eine Privatpraxis. Nachdem Altaras zugetragen wurde, dass sein Bruder Silvio wegen interner Streitigkeiten kurz vor Kriegsende nicht von den Deutschen oder Ustascha, sondern aus den Reihen der eigenen Partisanen ermordet wurde, erhob er Anklage, mit dem Ergebnis, dass die kommunistische Partei nun ihn verfolgte. Altaras bekam einen Schauprozess unter dem Vorwand, staats- und sozialismusfeindliche Handlungen vorgenommen zu haben und floh 1964 aus Furcht vor einer Inhaftierung aus Jugoslawien. In der Schweiz arbeitete er bis 1966 am Röntgendiagnostischen Zentralinstitut der Universität Zürich. Die Familie sollte nachkommen. Die jugoslawischen Behörden entzogen jedoch seiner Frau den Pass.
1966 wechselte er an die Justus-Liebig-Universität Gießen.

## Engagement und Ehrungen
1978 gründete Altaras eine jüdische Gemeinde in Gießen, die durch sein Bemühen und das seiner Frau Thea Altaras 1995 wieder eine eigene Synagoge erhielt, eine translozierte Fachwerk-Landsynagoge aus dem Ort Wohra. Für sein gesellschaftliches Engagement wurde er von Bundespräsident Roman Herzog am 4. Oktober 1995 mit dem Bundesverdienstkreuz 1. Klasse ausgezeichnet.
In Gießen gibt es eine Altarasstraße, im Wohngebiet auf dem Gelände der ehemaligen Berg-Kaserne.

## Widerstand gegen die Nationalsozialisten
Altaras war aktiv im jugoslawischen Widerstand gegen die Nationalsozialisten. Es gelang ihm, aus der brennenden Synagoge in Split die Thorarolle und andere kultische Gegenstände vor dem Feuer zu retten. Altaras ließ sich heimlich in ein KZ einschleusen, um zu erkunden, wie Insassen fliehen können. 1943 schmuggelte er aus dem mit dem Deutschen Reich verbündeten Kroatien  40 Kinder über die Adria nach Italien, von wo aus sie weiter nach Palästina gelangten. In der Holocaust-Gedenkstätte Yad Vashem erinnern Bäume an diese Tat.

## Schriften (Auswahl)
- Radiologischer Atlas Kolon und Rektum. Urban und Fischer, München 1989, ISBN 978-3-541-10001-9.
- Die Kontrastmittel-Untersuchungen des Magen-Darm-Traktes. Entwicklung und Ausblick. 76. deutscher Röntgenkongress, Mai 1995, MTRA-Fortbildungstagung. Bergauf-Verlag, Frankfurt am Main 1996, ISBN 3-00-000574-9.